# Bitis worthingtoni
Bitis worthingtoni är en ormart som beskrevs av Parker 1932. Bitis worthingtoni ingår i släktet Bitis och familjen huggormar. Inga underarter finns listade. Artepitetet i det vetenskapliga namnet hedrar den amerikanska naturforskaren Edgar Barton Worthington.
Ett exemplar var utan svans 275 mm lång och svanslängden var 33 mm.
Arten förekommer i Kenya. De första exemplaren hittades vid Naivashasjön. Honor lägger inga ägg utan föder levande ungar. Ormen har ett giftigt bett.
Denna orm lever i bergstrakter mellan 1500 och 2500 meter över havet. Den vistas i klippiga buskskogar, savanner och andra gräsmarker. Ibland besöks betesmarker.
Beståndet hotas av landskapets omvandling till jordbruksmark. Populationens storlek är okänd. IUCN listar arten som sårbar (VU).